# Војник (планина)
Планина Војник се налази у Црној Гори. Заузима простор између Никшићког поља висоравни Крнова, Јаворка и кањона Комарнице. Највиши врх је Велики Војник 1998 m. Издвојена је од оближњих црногорских планина (брда) дубоким ријечним кањонима према Дурмитору и широким висоравнима и пријевојима према Голији и Морачким планинама. Са западне и југозападне стране наслања се на простор Јаворка, познат по богатству шума, којим пролази пут Никшић – Плужине. На сјеверу, Војник се неприступачном стрмином Конџила спушта у познати кањон Комарнице – између Шавника и Брезана. На сјеверозападној страни, прелази у висораван Брезна која су смјештена на нешто већој заравњеној површини што заузима простор од кањона Комарнице до богатих шума Јаворка и Голије. Брезна и Бајово Поље представљају почетак насеља планинске опшине Плужине, у Пивском крају и у долини Пиве која је смјештена на простору између Дурмитора, Пивске планине, Биоча, Војника и Голије. Планина је дуга нешто мање од 20, а широка око 8 километара.

## Рељеф
Он има најизразитији тип карсне планине динарскога система. У глацијалној периоди на Војнику је било ледника. Велика ледена маса, која је била развијена, нарочито на североисточној страни, клижењем се ломила. Ледник са северне стране, према Дробњаку, на Конџилима, оставио је слабе трагове. Он се сјурио у корито реке Буковице- Комарнице са свим материјалом, и то је река однела, те нема моренскога материјала с те стране; али су ледници са осталих страна оставили морене. Тако ледник са сјевероисточне стране, наишавши у првој глацијалној периоди на тврди и једри кречњак, испод села Мокрога, расплинуо се по мокарској равни, истопио и оставио морене. У другој пак глацијалној периоди ледник је морао бити мањи, и он није доспео до Мокрога, него се на једром кречњаку Дивана, више Мокрога, задржао, растопио и оставио моренског трага. Тако сада има морена на Војнику са исте стране на две заравни: на Мокроме (вис. 1092 m) и на Пољицу, мокарском, катуну, на висини од 1525 m.
Војник је велика плећаста кречњачка маса између реке Буковице, Мокрога, Крнова, Јасенове Пољане и Брезана. Правац му је ЗСЗ-ИЈИ. Над Буковицом се Војник диже око 1200 m, над Крновом око 500, а над осталим подножјима око 900 m. Средња му је висина 1750 m а највећи су му врхови: Мраморје (2000 m), Шишман, Парамида (Пирамида), Војник и Коријен више Брезана. Сви су ови врхови приближне висине. Са сјеверне стране има седам висова са седам пријевоја седам седала, у једној линији, правца СЗ-ЈИ. Средину ове стране планинске чине Конџила, најстрмија страна Војника избраздана многобројним сувоточинама и усовинама, покривена разноврсном шумом, а највише четинарима. Подножјем Конџила тече Буковица, чији је ниво ту око 750 m. над морем. Велики атмосферски талог и топљење снега толико јако растварају кречњак у врховима Војника, да се у току једног људског века створе читаве жљебине, кршне главице и вртаче. Шумска граница, пење се с ове стране до под саме врхове, а клеке има и на врховима, осим на Мраморју и на Коријену. Источне стране Војника су доста стрме, кршевите и покривене буковом шумом. Оне допиру до у Меке Долове у Крушевицама, до Крнова и до Градачке Пољане. С ове стране Војник није једноставан, него је изломљен и има доста врхова покривених шумом и добром пашом. Сваки врх изгледа као да чини засебну планину. Јужне су стране Војника најблаже и постепено се Војник уздиже с те стране од Горњега Поља до врха. Шипачно, Јасенова Пољана-Прага и Штирни До, у дно кога има вода Змињац, то су три заравни (терасе) на овој страни Војника. Обрасле су шумом, у нижим крајевима питомом и буквом, а у вишим четинарима. Са ове стране највиши су врхови: Војник, Градно Брдо и Присирен. Војник је од тријаског и јурског кречњака. Подножје му је верфенски шкриљац и пешчар који се примећује у кориту реке Буковице. Кречњак је, особито онај са северне стране, врло трошан.

## Клима
У овом подручју влада изразито планинска клима с дугим хладним и снијежним зимама и кратким љетима. Снијежне падавине почињу рано, још у новембру. Планина Војник становницима Никшића доноси оштре зиме, по којима је посебно позната. На висоравни Крново су ћести снијежни наноси. Средња годишња температура је oko 8 °C, а број сунчаних дана креће се до 210 дана угодини. Просјечна годишња количина падавина износи око 2023 mm.

## Катуни
Планина Војник је у прошлости била позната по релативном богатству живе воде, добрих пашњака и шума. За мјештане Праге: Радуловиће, Машуловиће, Гезовиће и друге до катуна је лако доћи, јер је удаљеност око један сат хода. Издиг је крајем маја, а повраћај у касну јесен. Колибе се налазе на мањем растојању једне од други. Неки од познатих катуна су: катун Штирни до, Штавни до, Виош до, катун Жива, катун Тодоровића.
Катун Штирни до смјестио се подно (јужно) највишег врха планине Војник - Велики Војник (1998 m). Као и неколико топонима на подручју Динарског горја (нпр. Штировача на Велебиту) име је добио по корову штиру.
Штир је едан од најчешћих корова на динарском подручју. То је род претежито једногодишњих биљака из пор. шћирова; чести корови на ораницама и у вртовима; неки су украсни.
Катун Жива се налазе испод планине Војник у пређелу Јаворка. Највјероватније је мјесто добило име по живој води које има доста те су ови катуни изузетно добри за сточарство. Предио Живе, је изузетно лијеп и богат ливадама, пашњацима, квалитетном црногоричном и буковом шумом те изворском водом. Овђе се налази један велики извор, и такођер, велики поток кога користе скоро сви који имају своје катуне.
На ове катуне издижу мјештани Горњих и Доњих Брезана: Тодоровићи, Дурутовићи, Радојевићи, Делићи, Ђукановићи, Дурковићи и Врачари. Удаљеност катуна од села је око три километра. Са стоком се може стићи за један сат хода. На катуне се изгоне овце, козе, говеда и коњи. Многи доносе и кокошке и тко има и свињу. Овце се чувају, а говеда одбијају, али се и она надгледају. Издиг је у току маја (о Ђурђевдану), а повратак у септембру. Колибе су доста раштркане, али не толико да се не може свакодневно долазити једни другима. На катуне Живе су издизали и мјештани Шипачног: Дурутовићи, Тодоровићи и други из општине Никшић. Ово је катун на који издижу многи становници Никшића и може се рећи да је претежно никшићки. Иако је мало удаљенији, из Никшићког поља се стиже за три до четири сата хода.